# Abraham Lincoln: Vampire Hunter
Abraham Lincoln: Vampire Hunter er en amerikansk film fra 2012 instrueret af Timur Bekmambetov.

## Medvirkende
- Benjamin Walker som Abraham Lincoln
- Dominic Cooper som Henry Sturgess
- Anthony Mackie som William Johnson
- Mary Elizabeth Winstead som Mary Todd Lincoln
- Rufus Sewell som Adam
- Marton Csokas som Jack Barts
- Jimmi Simpson som Joshua Speed
- Joseph Mawle som Thomas Lincoln
- Robin McLeavy som Nancy Lincoln
- Erin Wasson som Vadoma